# Alles zu verkaufen
Alles zu verkaufen ist ein polnischer Spielfilm aus dem Jahre 1969 von Andrzej Wajda.

## Handlung
Ein Mann versucht, im letzten Moment auf einem Bahnhof einen abfahrenden Zug zu erreichen. Als er aufspringen will, strauchelt er und  stürzt dabei unter den Zug. Ela läuft die Treppen hinauf zum Bahnsteig, sieht den Unfall und schreit auf. Wir befinden uns jedoch nicht in der Wirklichkeit, sondern bei den Dreharbeiten zum neuen Film von Regisseur Andrzej, der plötzlich zwischen den Waggons auftaucht. Er hatte den Schauspieler ersetzt, der eigentlich die Rolle spielen sollte. Der Schauspieler fehlt, und niemand weiß, wo er ist. Seine Ela begibt sich auf die Suche nach ihrem Mann. Unterstützung erhält sie dabei von Beata, der Ehefrau von Andrzej. Ela und Beata haben eine gemeinsame Vergangenheit. Ela ist die ehemalige Geliebte von Regisseur Andrzej, während Beata die ehemalige Geliebte des verschwundenen Schauspielers war. Auf der Suche nach dem Schauspieler erfahren die beiden Frauen aus den Radionachrichten, dass der gesuchte Schauspieler beim Versuch, einen Zug zu erreichen, unter die Räder des Zuges geraten ist und dabei tödlich verunglückte.
Die Trauer um den geliebten Schauspieler ist unter den Kollegen groß. Wie gelähmt von der Neuigkeit beraten sie, wie der Film nun ohne ihn zu Ende geführt werden kann. Andrzej ist der Meinung, dass der Film im Andenken an den Schauspieler gedreht werden soll. Kameramann Kostek meint, dass er technisch in der Lage sei, den Film auch ohne den Hauptdarsteller zu drehen. Bobek, der beste Freund des Schauspielers, ist gegen eine solche Lösung. Auch Andrzej hat seine Zweifel. Er hört die Geschichte von einem angeblichen Drehbuch, das der Schauspieler geschrieben haben soll. Er hat es jedoch nur erzählt. Andrzej sucht den Mann auf, dem der Schauspieler das Drehbuch erzählt hat. Er findet den Mann bei Dreharbeiten zu einem Historienfilm. Die Geschichte überzeugt Andrzej jedoch nicht. Der Regieassistent Witek bringt jetzt den jungen Schauspieler Daniel ins Gespräch, der nicht nur ein großer Bewunderer des verunglückten Schauspielers ist, sondern auch für so talentiert gehalten wird, dass er der legitime Nachfolger des Verstorbenen sei. Andrzej entschließt sich, den Film mit Daniel zu Ende zu bringen.

## Hintergrund
Am 8. Januar 1967 weilte Andrzej Wajda in London und diskutierte mit einem Drehbuchautor die Idee eines Films über Zbigniew Cybulski mit Zbigniew Cybulski in der Hauptrolle. Seit Asche und Diamant, der Mitte der 1950er Jahre für Wajda und für Cybulski der Durchbruch war, hatten beide nicht mehr miteinander einen Film gemacht. Cybulski hatte lediglich eine kleine Rolle in Wajdas Film Die unschuldigen Zauberer übernommen. Wajda erhielt wenig später einen Anruf von Roman Polański, der ihm mitteilte, dass Cybulski auf dem Hauptbahnhof Wrocław tödlich verunglückt sei. Der frischen Filmidee war durch den Tod Cybulskis bereits zu Beginn ein Ende bereitet. Wajda kehrte nach Polen zurück und war sich jedoch sicher, dass er Cybulski ein filmisches Denkmal schaffen müsse und so entstand der Film Alles zu verkaufen, ohne dass Zbigniew Cybulski auch nur einmal in diesem Film zu sehen ist. Wajda entwickelte das Drehbuch während der Dreharbeiten gemeinsam mit den Schauspielern und Kameramann Andrzej Kostenko, der im Film den Kameramann spielte und an den Dialogen mitarbeitete.
Die Dreharbeiten zu dem Film dauerten 1968 nur wenige Wochen. Jedoch benötige Wajda für den Schnitt insgesamt sechs Monate. Aufgrund der improvisierten Arbeitsweise war dies der Film im Werk Wajdas, der die längste Nachbearbeitungszeit benötigte. Es ist der einzige Film Wajdas, der auf diese Weise entstand.
Die Szene, in der Regisseur Andrzej das Drehbuch von zwei Männern erzählt bekommt, wurde auf dem Set zum Film Leben, Liebe und Tod des Obersten Wolodyjowski gedreht. Dieser polnische Historienfilm nach der Trilogie von Henryk Sienkiewicz wurde von Regisseur Jerzy Hoffman realisiert und gehört heute zu den Klassikern des polnischen Historienkinos.

## Kritiken
„Der Film ist eine Widmung Andrzej Wajdas an den unter ganz ähnlichen Umständen verunglückten Schauspieler Zbigniew Cybulski. Die fiktive Geschichte und das Dokument realer Betroffenheit verschmelzen zu einer anspruchsvollen Reflexion über den Zwiespalt menschlicher und künstlerischer Existenz und zu einer Auseinandersetzung mit der Rolle des Künstlers in einem von kommerziellen Kriterien geprägten Medium.“

„Der [...] Film des polnischen Regisseurs Wajda, mit dem er seinem tödlich verunglückten Freund Cybulski ein Denkmal setzt, berichtet von der Schwierigkeit, Künstler zu sein in einem Milieu und einem Medium, das auch von industriellen, kommerziellen Elementen geprägt ist. Die Realität diktiert das Drehbuch und verdrängt immer wieder die Handlung des Films, der wie kaum ein anderer bisher die Zwiespältigkeiten menschlicher Existenzformen darstellt. Für nachdenkliche Erwachsene.“